# Argüero
Argüero (Argüeru en asturiano y oficialmente) es un lugar y una parroquia del concejo asturiano de Villaviciosa, en España.
Tiene una extensión de 12,4 km² en la que habitan un total de 495 habitantes (INE 2005) repartidos entre los barrios de Argüerin, Camino Real, Abedules, Manzanedo, Cabritón, Foncalada, Bustiello, Cuatro Caminos, La Merina, San Feliz, El perote y El Toral. 
El lugar de Argüero se encuentra a unos 170 metros de altitud sobre el nivel del mar, a 10 km de la capital del concejo. Se accede a él por la carretera AS-256.
Su festividad principal es el 7 de agosto en honor de San Mamés. Se celebra durante tres días, en los que hay carrozas, juegos infantiles, misa y rifa, y durante las noches hay verbenas con dos orquestas cada noche.